# Naypyidaw Airport
Naypyidaw Airport är en flygplats i Myanmar.   Den ligger i regionen Mandalayregionen, i den centrala delen av landet, 16 km sydost om huvudstaden Naypyidaw. Naypyidaw Airport ligger 91 meter över havet.
Terrängen runt Naypyidaw Airport är platt. Runt Naypyidaw Airport är det ganska tätbefolkat, med 124 invånare per kvadratkilometer. Närmaste större samhälle är Naypyidaw, 15,5 km nordväst om Naypyidaw Airport. Trakten runt Naypyidaw Airport består till största delen av jordbruksmark.